# Fondaco del Sale
Il fondaco del sale è un palazzetto del XIV secolo di Pavia, in Lombardia, anticamente destinato al deposito del sale

## Storia e descrizione
Nei pressi del ponte Coperto, proprio affacciata sul Ticino, la casa oggi al civico n. 22 di via Porta Salara conserva un impianto risalente, verosimilmente, alla seconda metà del XIV secolo. Almeno dal XVI secolo, ma forse anche precedentemente, l’edificio era la sede del fondaco del sale, che, tramite il Po e il Ticino, giungeva in città dall’Adriatico. La stessa destinazione d’uso era anche nel XVIII secolo: il catasto teresiano riporta infatti che la casa, di proprietà dei Domenicani di San Tommaso, era sede del fondaco del sale. Ancora nel Settecento, nel ducato di Milano, il sale era stoccato in due regi magazzini: quello di Cremona e quello di Pavia. Nel fondaco di Pavia giungeva (tramite il Po e il Ticino) sia il sale proveniente da Venezia, sia quelle che proveniva da Genova, che, dopo aver attraversato l’appennino, veniva inviato a Pavia per via fluviale grazie al Tanaro e al Po. Dal fondaco di Pavia il sale era poi smistato (oltre che a Pavia e nel suo territorio), sfruttando le numerose vie d’acqua che si diramavano dalla città, a Milano, Como, Monza e Cassano d’Adda, attraverso il Ticino e il naviglio di Bereguardo, quello Grande e quello della Martesana, ad Abbiategrasso, Turbigo, Gallarate, Varese, Busto Arsizio, Angera, Sesto Calende e altre località del lago Maggiore, come pure da Pavia partiva il sale destinato al regno di Sardegna.

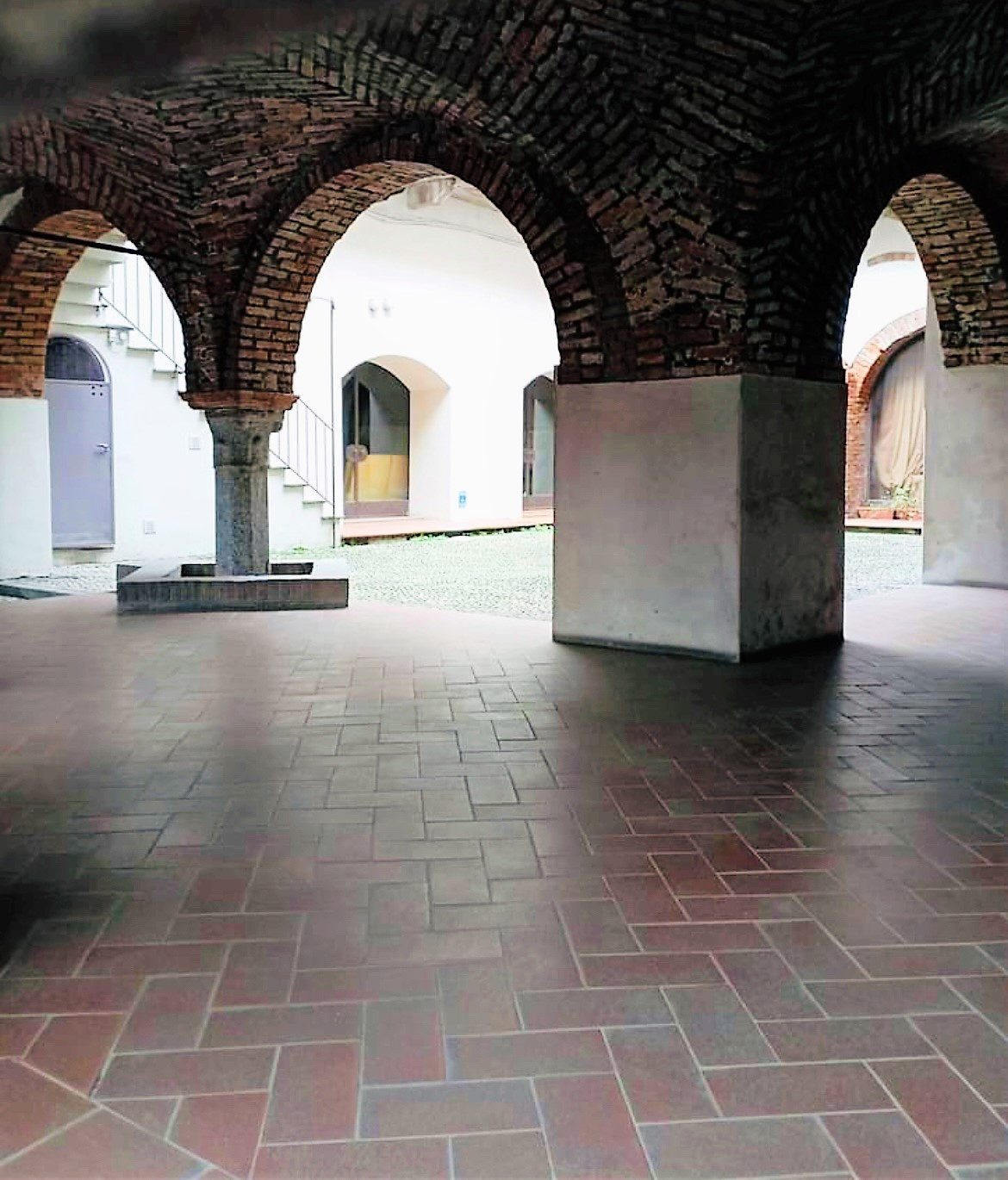
La corte interna.

La facciata conserva al primo piano alcune bifore, purtroppo prive della colonnina centrale, sopra le quali, come nella coeva casa Danioni, si aprivano una serie di finestre a sesto ribassato. Mentre all’interno si trova un cortile porticato, forse rimodellato in epoca successiva rispetto al corpo dell’edificio.